# 크리스티안 루스 랑에

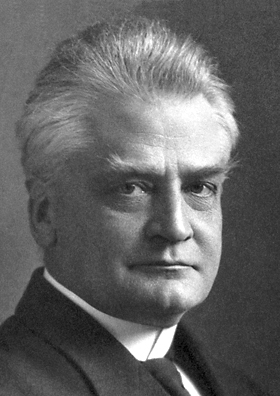

 크리스티안 루스 랑에(노르웨이어: Christian Lous Lange, 1869년 ~ 1938년)는 노르웨이의 평화주의자이다. 1907년 헤이그 국제평화회의에서 노르웨이 대표로 참석하였으며 1909년부터 1933년까지 국제 의원 연맹 서기장을 지냈다. 1920년 이후 국제 연맹 노르웨이 대표로 있으면서 국제 문제에 관하여 활약하였다. 1921년 알마르 브란팅과 함께 노벨 평화상을 받았다.